# Phyllodoce undata
Phyllodoce undata är en ringmaskart som beskrevs av Georges Florentin Pruvot 1883. Phyllodoce undata ingår i släktet Phyllodoce och familjen Phyllodocidae. Inga underarter finns listade i Catalogue of Life.